# لوكاس ري
لوكاس ري (بالإسبانية: Lucas Rey) هو لاعب هوكي الحقل أرجنتيني، ولد في 11 أكتوبر 1982 في بوينس آيرس في الأرجنتين.

## وصلات خارجية
- لوكاس ري على موقع أوليمبيديا (الإنجليزية)
- لوكاس ري على موقع اللجنة الأولمبية الأرجنتينية (الإسبانية)